# Empresa Municipal de Transports de Palma
L'Empresa Municipal de Transports Urbans de Palma, S.A. (abreujat EMT Palma) és una companyia d'autobusos urbans de titularitat municipal que s'encarrega de la gestió de les línies d'autobús urbà que recorren la ciutat de Palma (Mallorca), encara que algunes línies arriben a municipis veïns com Calvià, Marratxí o Llucmajor. El seu president és el regidor de mobilitat urbana.

## Història
L'EMT és fundada com a Salma (Societat Anònima Laboral Mallorquina d'Autobusos) l'any 1972. En els seus primers anys funcionava com una cooperativa de treballadors del sector del transport públic urbà per autobús de Palma. D'aquesta manera es va substituir l'empresa Societat General de Tramvies Elèctrics Interurbans (SGTEI), que havia entrat en fallida econòmica l'any anterior i que havia prestat el servei de transport públic interurbà des de 1881 amb tramvies primer i autobusos després.
El 1985 l'ajuntament de Palma, llavors governat pel batle socialista Ramon Aguiló, la municipalitza i la rebateja amb el nom actual. Durant l'etapa socialista es canvia el color corporatiu de l'empresa, que passa a tenir els colors del logotip palmesà de l'època, la pastanaga, i les marquesines de les parades, així com es procedeix a una renovació gradual de la flota d'autobusos, que llavors eren obsolets.
L'any 2000, ja amb el govern conservador del batle Joan Fageda Aubert, es procedeix a una gran renovació de la companyia. Segons el que deien les mateixes autoritats municipals, arribava la nova EMT. Es renovà per complet la flota d'autobusos amb un nova modalitat de finançament: el rènting. Amb aquesta nova modalitat es podria renovar constantment la flota per un preu relativament econòmic i no haver d'esperar anys fins a tenir-la obsoleta. Es canviaren els colors de la pastanaga com a colors corporatius per l'actual blau i també les marquesines de les parades, aquest cop inspirades amb un arbre que fa ombra i frescor mentre els passatgers esperen l'autobús. Les cotxeres han passat de ser al polígon de Son Castelló (ara utilitzat com a aparcament pels treballadors del polígon) a ser a Son Banya, a l'est del centre de la ciutat. Malgrat tot, l'empresa conserva les seves oficines al carrer Anselm Clavé, al districte Centre. A més, la creació de nous carrils bus a punts neuràlgics de la ciutat (com ara les Avingudes), ha millorat notablement la mobilitat dels autobusos.
En deu anys, l'empresa té 13 milions d'usuaris més (de 22,3 milions d'usuaris el 1995 a més de 35 el 2005) i ha augmentat la seva plantilla fins a 631 treballadors i flota fins a 184 vehicles en l'actualitat.

## Línies de bus
Al 2025 l'EMT gestionava 40 línies de bus. Cada una d'elles s'identifica amb un color i un número de l'1 al 47, excepte la línia CC. Les línies a l'aeroport i les nocturnes inclouen una lletra davant el número: A i N, respectivament.
En el passat l'EMT va gestionar algunes línies de transport express al municipi veí de Calvià, si bé el Govern de les Illes Balears va acabar per retirar-ne la concessió. Tot i això, l'EMT segueix disposant de línies que arriben fins als municipis de Calvià, Llucmajor i Marratxí.

### Línies en servei
| Línia | Trajecte                                                   | Trajecte                                                   | Freqüència en minuts                  | Freqüència en minuts                  | Freqüència en minuts                  | Longitud (Anada i tornada) |
| Línia | Trajecte                                                   | Trajecte                                                   | Laborables                            | Dissabtes                             | Festius                               | Longitud (Anada i tornada) |
| ----- | ---------------------------------------------------------- | ---------------------------------------------------------- | ------------------------------------- | ------------------------------------- | ------------------------------------- | -------------------------- |
| A1✈   | Aeroport - Palma centre                                    | Aeroport - Palma centre                                    | 12                                    | 12                                    | 12                                    | - km                       |
| A2✈   | Aeroport - Parc aquàtic                                    | Aeroport - Parc aquàtic                                    | 30                                    | 30                                    | 30                                    | 18,1 km                    |
| CC    | Circular Centre Ciutat                                     | Circular Centre Ciutat                                     | 30                                    | X                                     | X                                     | - km                       |
| 1     | Portopí per Dic de l'Oest - Sindicat                       | Portopí per Dic de l'Oest - Sindicat                       | 20                                    | 20                                    | 25                                    | - km                       |
| 3     | es Pont d'Inca - Plaça Joan Carles I                       | es Pont d'Inca - Plaça Joan Carles I                       | 10                                    | 20                                    | 20                                    | 13,81 km                   |
| 4     | ses Illetes - Nou Llevant                                  | ses Illetes - Nou Llevant                                  | 10                                    | 10                                    | 12                                    | - km                       |
| 5     | es Rafal Nou - Plaça Progrés                               | es Rafal Nou - Plaça Progrés                               | 6-8                                   | 12                                    | 18                                    | - km                       |
| 6     | Son Espases - Sindicat                                     | Son Espases - Sindicat                                     | 40                                    | X                                     | X                                     | - km                       |
| 7     | Son Gotleu -                                               | - Son Serra-Sa Vileta                                      | 10                                    | 15                                    | 20                                    | 21,2 km                    |
| 7     | Son Gotleu -                                               | -Son Vida                                                  | 60                                    | 60                                    | 60                                    | 22,8 km                    |
| 7     | Son Gotleu -                                               | -Son Puig i Son Roca                                       | 60                                    | X                                     | X                                     | - km                       |
| 8     | Son Roca - Sindicat                                        | Son Roca - Sindicat                                        | 6-7                                   | 12                                    | 15                                    | 13,0 km                    |
| 9     | Plaça d'Espanya-Son Espanyol                               | - Son Espanyol                                             | 60                                    | 60                                    | 60                                    | 17,8 km                    |
| 9     | Plaça d'Espanya-Son Espanyol                               | - Son Espanyol - Universitat                               | X                                     | 60                                    | 60                                    | 23,0 km                    |
| 10    | Polígon Industrial de Son Castelló - Sindicat              | Polígon Industrial de Son Castelló - Sindicat              | 12                                    | 18                                    | 22                                    | - km                       |
| 11    | sa Indioteria Rural - Plaça d'Espanya                      | sa Indioteria Rural - Plaça d'Espanya                      | 40                                    | 40                                    | 80                                    | - km                       |
| 12    | sa Garriga - Nou Llevant                                   | sa Garriga - Nou Llevant                                   | 22                                    | 24                                    | 35                                    | 19,5 km                    |
| 14    | Plaça d'Espanya - Son Ferriol -                            | - s'Hostalot - Sant Jordi                                  | 15                                    | 20                                    | 30                                    | 36,6 km                    |
| 14    | Plaça d'Espanya - Son Ferriol -                            | - s'Hostalot                                               | 30                                    | 60                                    | 60                                    | 26,3 km                    |
| 14    | Plaça d'Espanya - Son Ferriol -                            | - Sant Jordi                                               | 20                                    | 20                                    | 30                                    | 32,2 km                    |
| 16    | Es Muntant (Establiments) - Mercat de Pere Garau           | Es Muntant (Establiments) - Mercat de Pere Garau           | 20                                    | 20                                    | 20                                    | - km                       |
| 18    | Son Riera (Son Banya) - Sindicat                           | Son Riera (Son Banya) - Sindicat                           | 60                                    | 60                                    | 60                                    | 15,5 km                    |
| 19    | UIB i Parc Bit - Porta des Camp                            | UIB i Parc Bit - Porta des Camp                            | 20                                    | X                                     | X                                     | 23,8 km                    |
| 20    | Portopí - Son Espases                                      | Portopí - Son Espases                                      | 20                                    | 30                                    | 30                                    | - km                       |
| 22    | Plaça d'Espanya- Piscines de Son Hugo                      | Plaça d'Espanya- Piscines de Son Hugo                      | 40                                    | 40                                    | 40                                    | - km                       |
| 23    | s'Arenal/Parc aquàtic - Plaça d'Espanya                    | s'Arenal/Parc aquàtic - Plaça d'Espanya                    | 20                                    | 20                                    | 20                                    | 34,0 km                    |
| 24    | Antiga presó - Nou Llevant                                 | Antiga presó - Nou Llevant                                 | 22                                    | 24                                    | 35                                    | - km                       |
| 25    | s'Arenal - Plaça de la Reina/Catedral                      | s'Arenal - Plaça de la Reina/Catedral                      | 6                                     | 8                                     | 10                                    | 28,5 km                    |
| 27    | Circular Son Llàtzer (esquerra)                            | Circular Son Llàtzer (esquerra)                            | 30                                    | 60                                    | X                                     | - km                       |
| 28    | Circular Son Llàtzer (dreta)                               | Circular Son Llàtzer (dreta)                               | 30                                    | 60                                    | X                                     | - km                       |
| 29    | Son Espases - Plaça Progrés                                | Son Espases - Plaça Progrés                                | 20                                    | 30                                    | 30                                    | - km                       |
| 31    | Sant Jordi - Sindicat                                      | Sant Jordi - Sindicat                                      | 60                                    | 60                                    | 60                                    | - km                       |
| 32    | s'Arenal - Sindicat                                        | s'Arenal - Sindicat                                        | 60                                    | X                                     | X                                     | - km                       |
| 33    | Son Espases - Son Fuster                                   | Son Espases - Son Fuster                                   | 20                                    | 20                                    | 20                                    | - km                       |
| 34✈   | Son Espases - Son Llàtzer - Aeroport                       | Son Espases - Son Llàtzer - Aeroport                       | 43                                    | X                                     | X                                     | - km                       |
| 35    | Aquàrium - Plaça de la Reina/Catedral                      | Aquàrium - Plaça de la Reina/Catedral                      | 10                                    | 10                                    | 12                                    | - km                       |
| 36    | Circular Son Espases - Son Roca                            | Circular Son Espases - Son Roca                            | 50                                    | X                                     | X                                     | - km                       |
| 39    | Son Espases - Palau de Congressos                          | Son Espases - Palau de Congressos                          | 20                                    | 30                                    | 30                                    | - km                       |
| 40    | Línia Transversal Plaça Progrés - Palau de Congressos      | Línia Transversal Plaça Progrés - Palau de Congressos      | 20                                    | 30                                    | X                                     | - km                       |
| 46    | La Bonanova - Gènova - Sindicat (dreta)                    | La Bonanova - Gènova - Sindicat (dreta)                    | 20                                    | 30                                    | 30                                    | - km                       |
| 47    | Cala Nova - Gènova - La Bonanova - Sindicat (esquerra)     | Cala Nova - Gènova - La Bonanova - Sindicat (esquerra)     | 20                                    | 30                                    | 30                                    | - km                       |
| N1    | NITBUS Portopí - Porta del Camp                            | NITBUS Portopí - Porta del Camp                            | 25 (matinades de dissabtes i festius) | 25 (matinades de dissabtes i festius) | 25 (matinades de dissabtes i festius) | - km                       |
| N2    | NITBUS Can Blau - Can Valero                               | NITBUS Can Blau - Can Valero                               | 50 (matinades de dissabtes i festius) | 50 (matinades de dissabtes i festius) | 50 (matinades de dissabtes i festius) | - km                       |
| N3    | NITBUS Germans Escales - sa Indioteria                     | NITBUS Germans Escales - sa Indioteria                     | 50 (matinades de dissabtes i festius) | 50 (matinades de dissabtes i festius) | 50 (matinades de dissabtes i festius) | - km                       |
| N4    | NITBUS Plaça Progrés - Pont d'Inca                         | NITBUS Plaça Progrés - Pont d'Inca                         | 50 (matinades de dissabtes i festius) | 50 (matinades de dissabtes i festius) | 50 (matinades de dissabtes i festius) | - km                       |
| 81    | EMT - Plaça d'Espanya Estació Intermodal (Bus de personal) | EMT - Plaça d'Espanya Estació Intermodal (Bus de personal) | Els horaris no són públics            | Els horaris no són públics            | Els horaris no són públics            | - km                       |

### Historial de línies (línies suprimides)
| Línia | Trajecte                                          | Detalls                                                             |
| ----- | ------------------------------------------------- | ------------------------------------------------------------------- |
| 2     | Circular Centre Històric                          | Renomenada com la línia CC actual.                                  |
| 4     | Gènova                                            | Unida a l'antiga línia 6 són les línies 46 i 47 actuals.            |
| 6     | Bonanova - Sant Agustí                            | Unida a l'antiga línia 4 són les línies 46 i 47 actuals.            |
| 13    | sa Indioteria - Son Llompart (Indioteria Rural)   | Fusionada amb la línia 11 al novembre de 2011.                      |
| 15    | Platja de Palma - Plaça de la Reina               | Unida al desembre de 2019 amb la línia 30 és la línia 35 actual.    |
| 17    | Aquàrium - Plaça d'Espanya                        |                                                                     |
| 20    | Calvià - Es Capdellà                              |                                                                     |
| 21    | Palmanova                                         |                                                                     |
| 22    | Portals Nous                                      |                                                                     |
| 24    | Palmanova Exprés                                  |                                                                     |
| 25    | Aeroport                                          |                                                                     |
| 26    | Arenal Exprés                                     |                                                                     |
| 27    | Porta de Sant Antoni - sa Garriga                 | Fusionada al novembre de 2011 amb la línia 12.                      |
| 30    | Plaça d'Espanya - Sant Joan de Déu - Can Pastilla | Unida al desembre de 2019 amb la línia 15 és la línia 35 actual.    |
| 41    | Bus de nit. Portopí - Porta des Camp              | Renomenada al desembre del 2019 com la línia N1 actual.             |
| 50    | Plaça de la Reina- Coll d'en Rabassa              |                                                                     |
| 50    | Bus turístic                                      | Línies privatitzades i actualment gestionades per City SightSeeing. |
| 52    | Tren turístic                                     | Línies privatitzades i actualment gestionades per City SightSeeing. |
| 55    | Serveis especials                                 | Castell de Bellver i partits de futbol a Son Moix                   |

## Tarifes[4]
Es pot pagar amb el bitllet senzill, amb la Targeta Intermodal amb la Targeta Ciutadana, més econòmica i que funciona com a moneder electrònic, però que només poden tenir els empadronats a Palma sol·licitant-la a l'Ajuntament. Addicionalment, també poden emprar una Targeta Ciudadana les persones empadronades a municipis amb conveni amb la EMT.
A partir de 2007 les línies de l'empresa havien d'estar integrades en el sistema tarifari integrat, per la qual cosa els bitllets expedits per l'empresa també havien de ser vàlids per a altres mitjans de transport públic de Mallorca. Tanmateix, l'entrada de l'EMT a aquest sistema tarifari integrat va ser paralitzada.
D'acord un estudi, al 2013 la xarxa d'autobusos de Palma era la segona més cara de l'Estat espanyol amb un preu de bitllet senzill de 1,50 €, només superada per la de Barcelona. Al 2020 l'EMT va apujar la tarifa del bitllet senzill un 33% fins situar-la en els 2,00 €.

### Gratuïtat temporal del servei amb Targeta Ciutadana
El desembre de 2022 es va aprovar per a tot l'any 2023 la gratuïtat dels bitllets de l'EMT per als usuaris amb Targeta Ciutadana. La mesura va ser prorrogada per a l'any següent i, posteriorment, per al 2025.
Les tarifes i abonaments referents a la Targeta Ciutadana especificats a continuació es corresponen amb els previs a aquesta gratuïtat.

### Línies ordinàries
Totes excepte les línies a l'aeroport i al port.

#### Bitllet senzill
| Tipus            | Tipus            | Tipus                       | Preu    |
| ---------------- | ---------------- | --------------------------- | ------- |
| Menors de 5 anys | Menors de 5 anys | Menors de 5 anys            | Gratuït |
| Amb targeta      | Residents        | Menors 5-14 anys            | Gratuït |
| Amb targeta      | Residents        | Carnet gran A               | Gratuït |
| Amb targeta      | Residents        | Carnet gran B i carnet verd | 0,30 €  |
| Amb targeta      | Residents        | Menors 15-16 anys           | 0,30 €  |
| Amb targeta      | Residents        | Família nombrosa            | 0,30 €  |
| Amb targeta      | Residents        | Estudiants                  | 0,45 €  |
| Amb targeta      | Residents        | General                     | 0,80 €  |
| Amb targeta      | No residents     | No residents                | 1,15 €  |
| Sense targeta    | Tarifa ordinària | Tarifa ordinària            | 2,00 €  |

#### Abonaments
Abonaments de la Targeta Ciutadana i Targeta 10 viatges.
| Tipus                              | Tipus                              | Preu                    |
| ---------------------------------- | ---------------------------------- | ----------------------- |
| Targeta 10 viatges no recarregable | Targeta 10 viatges no recarregable | 10,00 € (1,00 €/viatge) |
| 20 viatges / 30 dies               | 20 viatges / 30 dies               | 13,00 € (0,65 €/viatge) |
| 50 viatges / 30 dies               | 50 viatges / 30 dies               | 29,00 € (0,58 €/viatge) |
| Viatges il·limitats / 30 dies      | Menors 15-16 anys                  | 7,00 €                  |
| Viatges il·limitats / 30 dies      | Carnet gran B i carnet verd        | 7,00 €                  |
| Viatges il·limitats / 30 dies      | Família nombrosa                   | 10,00 €                 |
| Viatges il·limitats / 30 dies      | Estudiants residents               | 20,00 €                 |
| Viatges il·limitats / 30 dies      | General                            | 37,00 €                 |

### Línies a l'aeroport (A1 i A2)
| Tipus           | Tipus                         | Tipus                         | Preu    |
| --------------- | ----------------------------- | ----------------------------- | ------- |
| Bitllet senzill | Menors de 5 anys              | Menors de 5 anys              | Gratuït |
| Bitllet senzill | Amb targeta                   | Menors 5-14 anys              | Gratuït |
| Bitllet senzill | Amb targeta                   | Menors 5-14 anys              | 0,67 €  |
| Bitllet senzill | Amb targeta                   | Menors 15-16 anys             |         |
| Bitllet senzill | Amb targeta                   | Carnet gran A                 |         |
| Bitllet senzill | Amb targeta                   | Carnet gran B i carnet verd   |         |
| Bitllet senzill | Amb targeta                   | Família nombrosa              |         |
| Bitllet senzill | Amb targeta                   | Estudiants                    |         |
| Bitllet senzill | Amb targeta                   | Residents                     | 1,00 €  |
| Bitllet senzill | Amb targeta                   | No resident                   | 5,00 €  |
| Bitllet senzill | Sense targeta                 | Tarifa ordinària              | 5,00 €  |
| Abonament       | Viatges il·limitats / 30 dies | Viatges il·limitats / 30 dies | 37,00 € |

### Línia 1 al port
| Tipus           | Tipus                         | Tipus                         | Preu    |
| --------------- | ----------------------------- | ----------------------------- | ------- |
| Bitllet senzill | Menors de 5 anys              | Menors de 5 anys              | Gratuït |
| Bitllet senzill | Amb targeta                   | Menors 5-14 anys              | Gratuït |
| Bitllet senzill | Amb targeta                   | Carnet gran A                 | Gratuït |
| Bitllet senzill | Amb targeta                   | Carnet gran B i verd          | 0,30 €  |
| Bitllet senzill | Amb targeta                   | Menors 15-16 anys             | 0,30 €  |
| Bitllet senzill | Amb targeta                   | Família nombrosa              | 0,30 €  |
| Bitllet senzill | Amb targeta                   | Estudiants                    | 0,45 €  |
| Bitllet senzill | Amb targeta                   | Residents                     | 0,80 €  |
| Bitllet senzill | Amb targeta                   | No resident                   | 1,15 €  |
| Bitllet senzill | Sense targeta                 | Tarifa ordinària              | 3,00 €  |
| Abonament       | Viatges il·limitats / 30 dies | Viatges il·limitats / 30 dies | 37,00 € |

## Flota autobusos
La nova flota d'autobusos està composta per autobusos de la marca alemanya Mercedes-Benz de diversos models, així com autobusos de la marca Iveco, destacant els petits busos elèctrics (que es recarreguen amb energia solar a les cotxeres de l'empresa) que cobreixen les línies amb menys demanda, així com la 2, que és circular i travessa el centre històric per carrers molt estrets pels quals els altres autobusos de la flota no passarien.
Tots ells compten amb un sistema GPS de localització que permet anunciar per megafonia i pantalles lluminoses les parades de l'autobús. Aquest sistema va generar polèmica, ja que era totalment en castellà, fet que incomplia la Llei de Normalització Lingüística. També permet saber el temps que es torbarà el bus en arribar a una parada concreta pels indicadors de les marquesines o a través de missatges de telefonia mòbil.
A juliol de 2023, l'EMT disposava de la següent flota d'autobusos:
| Unitats | Marca         | Model       | Model       | Motor            | Norma europea | Any        | Potència [CV] | Passatgers |
| ------- | ------------- | ----------- | ----------- | ---------------- | ------------- | ---------- | ------------- | ---------- |
| 80      | Mercedes-Benz | Citaro      | 12m         | Dièsel (12L)     | EURO II       | 2001, 2002 | 292           | 101        |
| 8       | Mercedes-Benz | Citaro      | 12m         | Dièsel (12L)     | EURO III      | 2006       | 292           | 100        |
| 14      | Mercedes-Benz | Citaro G    | 18m         | Dièsel (12L)     | EURO II       | 2001, 2002 | 292           | 137        |
| 12      | Mercedes-Benz | Citaro G    | 18m         | Dièsel (12L)     | EURO III      | 2005, 2006 | 345           | 124        |
| 11      | Mercedes-Benz | Citaro K    | 10,5m       | Dièsel (6L)      | EURO IV       | 2008       | 279           | 80         |
| 22      | Iveco         | Citelis     | 12m         | Dièsel (8L)      | EURO V        | 2009       | 283           | 100        |
| 18      | Iveco         | Citelis     | 18m         | Dièsel (8L)      | EURO V        | 2009       | 372           | 150        |
| 10      | Iveco         | Citelis GNC | 12m         | Gas natural (8L) | EEV           | 2010       | 266           | 100        |
| 2       | Iveco         | Citelis GNC | 18m         | Gas natural (8L) | EEV           | 2010       | 311           | 142        |
| 2       | Iveco         | Daily Micro | Daily Micro | Dièsel (3L)      | EURO IV       | 2008       | 142           | 16         |
| 60      | Iveco         | Urbanway    | 12m         | Gas Natural      |               | 2019-2020  | 290           | 126        |
| 28      | Scania        | Castrosua   | 18m         | Gas Natural      |               | 2019-2020  | 177           | 132        |
| 12      | Man           | Lion's City | 15m         | Gas Natural      |               | 2019-2020  | 360           | 126        |
| 44      | Scania        | Castrosua   | 18m         | Gas Natural      |               | 2022-2023  | 177           | 132        |
| 5       | Solaris       | Urbino      | 12m         | Hidrògen         |               | 2023       | 311           | 126        |
| 12      | Irizar        | Ie Bus      | 12m         | Liti             |               | 2023       | 180           | 105        |

Des de 2019 fins al 2023, s'han anat incorporant 165 nous busos de Gas Natural. S'han adquirit 72 unitats Scania de 18m, 60 Iveco Urbanway de 12m, 12 Man Lion's City de 15m, 12 Irizar Ie Bus 12m, 5 Solaris Urbino 15m i 4 minibusos de 8m. En total, l'EMT té una flota de 340 autobusos.